# Brazílie na Letních olympijských hrách 1948
Brazílie se účastnila Letní olympiády 1948 v Londýně. Zastupovalo ji 70 sportovců (59 mužů a 11 žen) v 11 sportech.

## Medailisté
| Medaile | Jméno | Sport     | Soutěž      |
| ------- | --- | --------- | ----------- |
| Bronz   | Algodão João Francisco Bráz Ruy de Freitas Massinet Sorcinelli Alfredo da Motta Affonso Évora Alberto Marson Alexandre Gemignani Marcus Vinícius Dias Nilton Pacheco | Basketbal | Turnaj mužů |